# سيليوس إيتاليكوس
سيليوس إيتاليكوس واسمه الكامل طيباريوس كاتيوس اسكونيوس سيليوس إيتاليكوس هو سياسي وبليغ وشاعر لاتيني روماني من القرن الأول الميلادي، ولد في سنة 28 ميلادية في مكان مجهول يعتقد انه في هسبانيا، اشتهر ببلاغته في اللغة اللاتينية وصعد في مراتبه السياسية اثناء حكم نيرون وتولى منصب القنصل في سنة 68، ألف كتابه في الملحمة الشعرية بونيكا والذي تكلم عن الحرب البونيقية، توفي في سنة 103 بعد انتحاره موتا بالجوع.

## روابط خارجية
- سيليوس إيتاليكوس على موقع الموسوعة البريطانية (الإنجليزية)